# Soccha Baja
Soccha Baja es un caserío peruano ubicado en el distrito de Canchaque, perteneciente a la provincia de Huancabamba del departamento de Piura, al norte del Perú. 

## Ubicación
Soccha Baja se ubica al noroeste de la provincia de Huancabamba, en el distrito de Canchaque, en el departamento de Piura.

## Demografía
En 2017 Soccha Baja tenía una población de 97 habitantes.
| Gráfica de evolución demográfica de Soccha Baja entre 1993 y 2017 |
|                                                                   |
| Fuentes: Población 1993 (junto con Soccha Alta) y 2017            |